# 旅客機の一覧
旅客機の一覧（りょかくきのいちらん）は、民間の旅客機を航空機メーカーごとにまとめた一覧である。メーカー名の下部に書かれている国名は、本社がある国のことである。

## 旅客機の一覧

### アブロ
イギリス
- アブロ ヨーク
- アブロ ランカストリアン
- アブロ チューダー
- アブロ 748

### アブロ・カナダ
カナダ
- アブロ・カナダ C-102 ジェットライナー

### アームストロング・ホイットワース
イギリス
- アームストロング・ホイットワース A.W.27 エンサイン
- アームストロング・ホイットワース A.W.55 アポロ

### アメリカン・エビエーション
アメリカ
- AA-1
- AA-2

### アントノフ
ウクライナ
- An-2
- An-10
- An-24
- An-28
- An-140
- An-148
- An-218

### イルクート
ロシア
- MS-21 (開発中)

### イリューシン
ロシア
- Il-12
- Il-14
- Il-18
- Il-62
- Il-76
- Il-86
- Il-96
- Il-114

### エアスピード
イギリス
- エアスピード クーリエ（英語版）
- エアスピード アンバサダー
- エアスピード エンボイ

### エアバス
ヨーロッパ共同
- エアバスA300
- エアバスA310
- エアバスA318
- エアバスA319
- エアバスA320
- エアバスA321
- エアバスA330
- エアバスA340
- エアバスA350 XWB
- エアバスA380

### エンブラエル
ブラジル
- エンブラエル EMB 120
- エンブラエル ERJ 145
- エンブラエル170
- エンブラエル175
- エンブラエル190
- エンブラエル195

### コンベア
アメリカ
- コンベア240
- コンベア340
- コンベア440
- コンベア540
- コンベア580
- コンベア600
- コンベア880
- コンベア990 コロナード

### サーブ
スウェーデン
- サーブ 90 スカンディア
- サーブ 340
- サーブ 2000

### サンダース・ロー
イギリス
- サンダース・ロー プリンセス

### 西安飛機工業公司
中国
- MA60（新舟60）
- MA600 (航空機)（英語版）
- MA700 (航空機)（英語版）(開発中)

### シコルスキー
アメリカ
- シコルスキー S-42

### 陝西飛機工業公司
中国
- Y-9

### ショート
イギリス
- ショート S.8 カルカッタ
- ショート S.17 ケント
- ショート サイオン
- ショート サイオン・シニア
- ショート エンパイア
- ショート サンドリンガム
- ショート ソレント
- ショート シーランド
- ショート スカイバン
- ショート 330
- ショート 360

### スホーイ
🇷🇺ロシア
- スホーイ・スーパージェット100

### セスナ
アメリカ
- セスナ 172
- セスナ 182
- セスナ 185
- セスナ 195
- セスナ 206
- セスナ 208
- セスナ 210（英語版）
- セスナ 310（英語版）
- セスナ 336（英語版）

### ダッソー
フランス
- ダッソー ファルコン
- ダッソー メルキュール

### 中国商用飛機
中国
- C909（翔鳳、旧称:ARJ21）
- C919
- C929(開発中)

### ツポレフ
ロシア
- ANT-9
- Tu-104
- Tu-114
- Tu-124
- Tu-134
- Tu-144
- Tu-154
- Tu-204
- Tu-214

### デ・ハビランド
イギリス
- DH.83 フォックス・モス
- DH.89 ドラゴン・ラピード
- DH.104 ダブ
- DH.106 コメット
- DH.114 ヘロン

### デ・ハビランド・カナダ(現ボンバルディア)
カナダ
- DHC-2 ビーヴァー
- DHC-3 オッター
- DHC-6 ツイン・オッター/ダッシュ 6
- DHC-7 ダッシュ 7
- DHC-8 ダッシュ 8 (Q シリーズ)

ボンバルディアも参照のこと。

### ドルニエ
ドイツ
- ドルニエ Do X
- ドルニエ Do J
- ドルニエ Do 18
- ドルニエ コメット

#フェアチャイルド・ドルニエも参照のこと。

### 日本航空機製造
日本
- YS-11

### ノール
フランス
- ノール262

### 哈爾浜飛機製造公司
中国
- Y-12

### ハンドレページ
イギリス
- ハンドレページ マラソン
- ハンドレページ ダートヘラルド
- ハンドレページ ジェットストリーム

### ビッカース
イギリス
- ビッカース ヴァイキング
- ビッカース バイカウント
- ビッカース ヴァンガード
- ビッカース VC-10

### フィアット
イタリア
- フィアット G.212

### フェアチャイルド
アメリカ
- FH-227

### フェアチャイルド・ドルニエ
ドイツ
- Do 228
- フェアチャイルド・ドルニエ Do 328 (328/428)

### フォッカー
オランダ
- フォッカー F.VII
- フォッカー F27
- フォッカー F28
- フォッカー 50
- フォッカー 60
- フォッカー 70
- フォッカー 100

### フォッケウルフ
ドイツ
- フォッケウルフ A 16
- フォッケウルフ F 19 エンテ
- フォッケウルフ Fw 200 コンドル

### フォード
アメリカ
- フォード トライモータ

### ブーム・テクノロジー
アメリカ
- ブーム・オーバーチュア

### BAEシステムズ (元ブリティッシュ・エアロスペース/BAe)
イギリス
- BAe 146
- ジェットストリーム41
- BAe ATP

### ブリテン・ノーマン
イギリス
- ブリテン・ノーマン アイランダー
- ブリテン・ノーマン トライランダー

### ブリストル
イギリス
- ブリストル ブラバゾン
- ブリストル ブリタニア

### ボーイング
アメリカ
- ボーイング221
- ボーイング247
- ボーイング307
- ボーイング314
- ボーイング367-80
- ボーイング377
- ボーイング707
- ボーイング720
- ボーイング717
- ボーイング727
- ボーイング737
  - -100/-200
  - -300/-400/-500
  - -600/-700/-800/-900
  - MAX7/MAX8/MAX9/MAX10
- ボーイング747 ジャンボジェット
  - ボーイング747-300
  - ボーイング747-SP
  - ボーイング747-400
  - ボーイング747-8
- ボーイング757
- ボーイング767
- ボーイング777 トリプルセブン
  - -200
  - -200ER
  - -200LR
  - -300
  - -300ER
  - 777F
  - -8X/-9X(開発中)
- ボーイング787 ドリームライナー

### ホーカー・シドレー
イギリス
- ホーカー・シドレー トライデント

### 本田技研工業
日本
- HondaJet

### ボンバルディア
カナダ
- CRJ100/200
- CRJ700
- CRJ900
- CRJ1000
- DHC-8-Q100
- DHC-8-Q200
- DHC-8-Q300
- DHC-8-Q400

デ・ハビランド･カナダも参照のこと。

### マーティン(現ロッキード・マーティン)
アメリカ
- マーティン M130
- マーティン2-0-2
- マーティン4-0-4

### マクドネル・ダグラス(現ボーイング)
アメリカ
- ドルフィン
- DC-1
- DC-2
- DST
- DC-3
- DC-4
- DC-4E
- DC-5
- DC-6
- DC-7
- DC-8
- DC-9
  - MD-80シリーズ
  - MD-90
  - MD-95 - 会社がボーイングに吸収合併されたため、現在はボーイング717
- DC-10
- MD-11(現在は貨物専用。最後の旅客型はKLM。）

### 三菱重工業・三菱航空機
日本
- MC-20
- MU-2
- MU-300

### ヤコヴレフ
ロシア
- Yak-40
- Yak-42
- Yak-142

### ロッキード(現ロッキード・マーティン)
アメリカ
- ロッキード ベガ
- ロッキード L-14 スーパーエレクトラ
- ロッキード L-18 ロードスター
- ロッキード コンステレーション
- ロッキード L-188 エレクトラ
- ロッキード ジェットスター
- ロッキード L-1011 トライスター

### IAI
イスラエル
- IAI アラバ
- IAI ウェストウィンド

### LET
チェコスロバキア
- L-410

### SNCASE(現EADS)
フランス
- シュド・カラベル

### VFW
ドイツ
- VFW 614

### 共同開発
& 
- コンコルド(アエロスパシアル&BAE)

 & 
- ATR 42(アエロスパシアル&アリタリア)
- ATR 72(アエロスパシアル&アリタリア)

 & 
- スホーイ・スーパージェット100(ボーイング&スホーイ&イリューシン)
- スホーイ・スーパージェット130(ボーイング&スホーイ&イリューシン、開発中)

## 計画中止となった旅客機の一覧

### アントノフ
ウクライナ
- An-180
- An-218

### コンベア
アメリカ
- コンベア・モデル37

### ツポレフ
ロシア
- Tu-70
- Tu-334

### 日本航空機製造
日本
- YS-33

### 日本航空機開発協会
日本
- YXX（ボーイング7J7）
- YSX

### ブリストル
イギリス
- ブリストル 223

### ボーイング
アメリカ
- ボーイング2707
- ボーイングNLA
- ボーイング7J7
- ソニック・クルーザー

### マクドネル・ダグラス(現ボーイング)
アメリカ
- マクドネル・ダグラス MD-94X
- マクドネル・ダグラス MD-12

### 三菱重工業・三菱航空機
日本
- Mitsubishi SpaceJet

### ロッキード
アメリカ
- ロッキード L-2000